# Tank
|  | Aquest article tracta sobre el grup de heavy metal. Per a l'article del vehicle militar, vegeu «Tanc». |

Tank és un grup britànic de Heavy metal, creat el 1980 per Algy Ward, un ex-membre de The Damned. Es considera que forma part del moviment de la New Wave of British Heavy Metal. El seu àlbum de debut va ser ben rebut tant pels fans punks com els del metal, i per molts crítics és considerat un dels millors discos del moviment.
El 20 de desembre del 2008, es va anunciar una nova formació pel grup en el seu lloc web. Els guitarristes Mick Tucker ai Chris Evans es van reunir amb el bateria Mark Brabbs i l'antic baixista de Bruce Dickinson, en Chris Dale.
El cantant i baixista de renom, en Algy Ward (The Damned, The Saints) va ser substituït per l'ex-cantant de Rainbow, Doogie White. Però en Ward té els drets legals de TANK, ja que serveix com a escriptor de lletres per cançons.
Ara està treballant pel que serà el proper àlbum de TANK, STURMPANZER, pensat per ser publicat a mitjan 2009. Les versions de prova de les cançons del nou àlbum poden ser escoltades a partir de la pàgina de MySpace de l'Algy i també a: ReverbNation.

## Discografia

### Àlbums
- Filth Hounds of Hades (Kamaflage 1982) - UK Number 33[4]
- Power of the Hunter (Kamaflage 1982)
- This Means War (Music For Nations 1983)
- Honour and Blood (Music For Nations 1984)
- Tank (GWR 1987)
- Still At War (Zoom Club 2002)
- War Machine (Tucker/Evans, 2010)
- War Nation (Tucker/Evans, 2012)
- Breath of the Pit (Algy Ward, 2013)

### Singles
- "Don't Walk Away" (Kamaflage 1981)
- "Stormtrooper" (Kamaflage 1982)
- "Turn Your Head Around" (Kamaflage 1982)
- "Crazy Horses" (Kamaflage 1982)
- "Echos of a Distant Battle" (Music For Nations 1983)

### Compilació / àlbums en directe
- Armour Plated (Rawpower 1985)
- The Return of the Filth Hounds Live (Rising Sun 1998)
- War of Attrition (live '81) (Zoom Club 2001)
- The Filth Hounds of Hades - Dogs of War 1981-2002 (Metal-Mind 2007)